# Хенкел
Henkel е немска химическо-промишлена компания, производител на почистващи и перилни препарати, козметика и продукти за лична хигиена, лепила. В списъка Forbes Global 2000 на най-големите компании в света за 2021 г. тя е на 290-то място (445-то по приходи, 412-о по нетна печалба, 887-мо по активи и 335-о по пазарна капитализация). Седалището ѝ е в Дюселдорф. Основните ѝ пазари са САЩ, Германия и Китай.

## Марки
Основните потребителски марки на Henkel в сектора за пране и хигиена за дома са марки като Persil, Pril, Purex, Weißer Riese, Perwoll, Fewa, Spee, Dixan, Vernel, Somat, Sidolin, Ata, Bref и Love Nature. Продуктовата гама се простира от универсални перилни препарати до специални перилни препарати и омекотители до почистващи препарати за баня и стъкло. В подразделението за коса, например, Henkel продава продукти под марките Schwarzkopf, Syoss, Dial, Fa, Schauma, Taft и Gliss и произвежда продукти за грижа за косата и тялото.
Лепила, уплътнители и функционални покрития от Henkel Adhesive Technologies се използват в широк спектър от индустрии, включително аерокосмическа, автомобилна, електроника и медицинска. Продуктите се продават под петте марки Loctite, Bonderite, Technomelt, Teroson и Aquence. Henkel също произвежда лепила за професионална и битова употреба. Най-известните марки включват: Pritt, Ponal, Pattex, Ceresit, Metylan, Sista и Tangit.

## История
През 1876 в Аахен 28-годишният търговец Фриц Хенкел, заедно с двама приятели, основават фирмата Henkel & Cie, която произвежда Universalwaschmittel, първият универсален прах за пране на основата на силикат. През 1878 г. е открита фабрика в Дюселдорф, където е преместено седалището на компанията през 1899 г. През 1884 г. е закупена компанията Rheinische Wasserglasfabrik, производител на силикати, основната съставка на праха за пране. Компанията получава значителен тласък в развитието си през 1907 г. след лансирането на марката Persil (наречена на двата ѝ компонента, перборат и силикат). Рекламирайки своите продукти, собствениците на Henkel са първите сред другите немски компании, които информират клиентите за състава и свойствата на продуктите. През 1913 г. в Швейцария е открито първото чуждестранно представителство. Поради прекъсвания в доставките на лепило за опаковките на прахообразния продукт, Henkel започва собствено производство на лепила през 1923 г. В началото на 30-те години на миналия век продуктовата гама се разширява до промишлени детергенти, почистващи препарати и лакове. До 1939 г. Henkel има 16 фабрики в Германия и други европейски страни.
По време на Втората световна война Хенкел използва робския труд на затворници и военнопленници.
От 1946 г. компанията започва да произвежда козметика и продукти за лична хигиена. През 50-те години са открити фабрики в Япония и Бразилия. През 1960 г. е закупена базираната в САЩ Standard Chemical Products. През 1974 г. компанията патентова Sasil, съединение, което замества фосфатите в перилните препарати (фосфатите замърсяват околната среда); през 1982 г. започва производството на прах Dixan на негова основа. През 80-те години Henkel продължава да се разширява както чрез придобивания, така и чрез откриване на нови фабрики, особено през 1984 г. в Малайзия; най-значителен ръст има в САЩ.
От началото на 90-те години компанията насочва значителни усилия за увеличаване на присъствието си в Азия, предимно в Китай, където до 1994 г. са създадени 8 съвместни предприятия. През 1995 г., след поглъщането на Schwarzkopf, в рамките на Henkel Group се създава козметичният отдел Schwarzkopf & Henkel, специализиран в продукти за грижа за косата. През 1996 г. е закупена Novamax Technologies (защитни метални покрития), а през 1997 г. е закупена Loctite (лепила и уплътнители). До средата на 90-те години на миналия век компанията е управлявана от потомците на основателя, но през 1996 г. се прави публично предлагане на фондовата борса.
През 2004 г. базираната в САЩ The Dial Corporation е закупена за 2,9 млрд. щ.д., с която преди това са създадени няколко съвместни предприятия в САЩ и Мексико. През 2008 г. National Starch, бивша собственост на AkzoNobel, е купена за £2,7 млрд. През 2016 г. позицията на пазара на перилни препарати е засилена чрез закупуването на американската компания Sun Products.